# Steven Bernstein (Musiker)

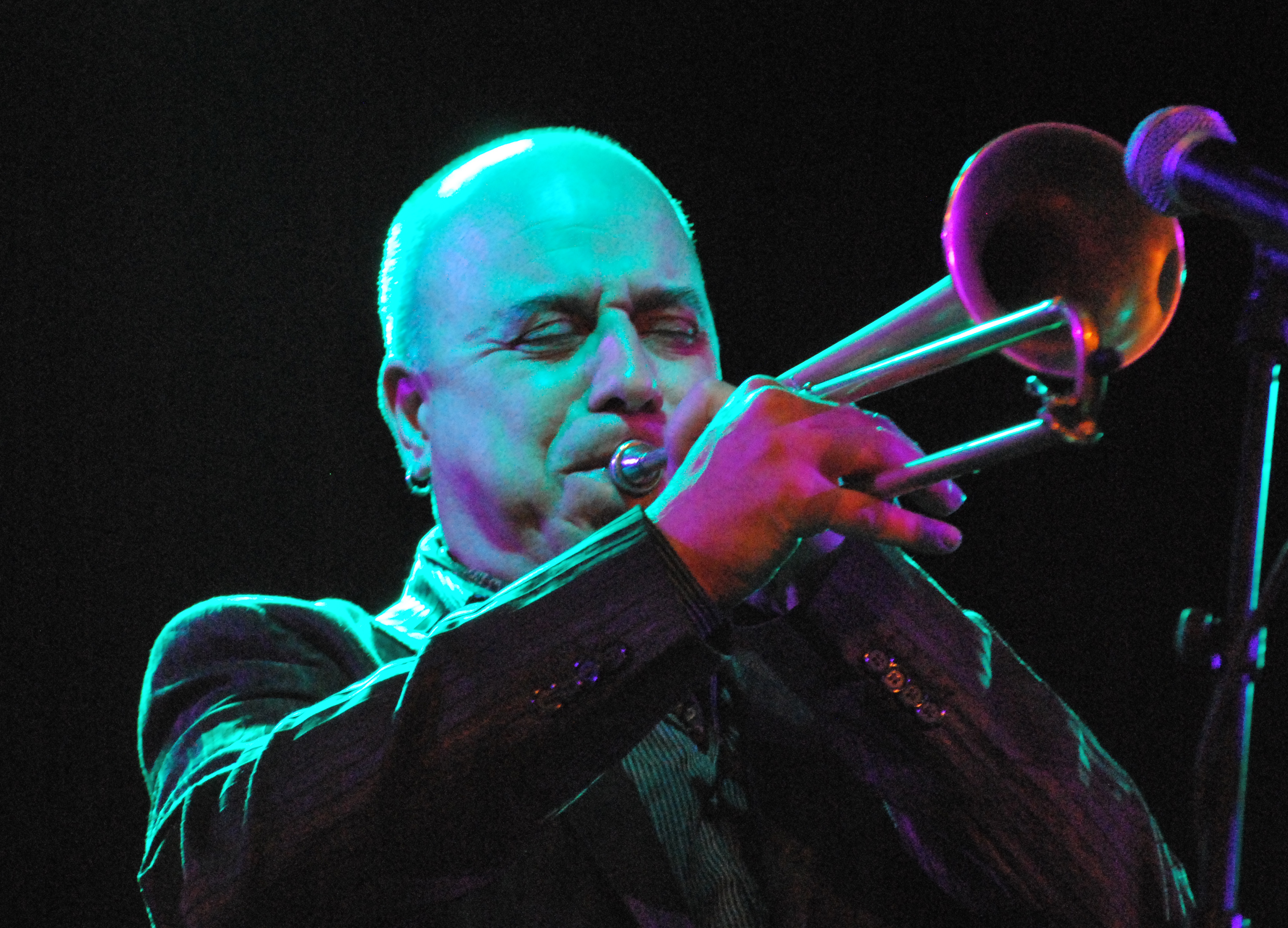
Steven Bernstein bei einem Konzert mit Sex Mob 2010

Steven Bernstein (* 8. Oktober 1961 in Washington, D.C.) ist ein US-amerikanischer Jazztrompeter und Bandleader, Komponist und Arrangeur.

## Leben und Werk
Bernstein arbeitete zunächst in der Band von Karen Mantler. Ab 1989 wurde er als musikalischer Leiter von John Luries Band Lounge Lizards bekannt. Während seiner zehnjährigen Mitgliedschaft in der Gruppe schrieb er die Arrangements u. a. zu Get Shorty, Clay Pigeons und Fishing With John. 1992 nahm er als Coleader des Trios Spanish Fly (mit David Tronzo und Marcus Rojas) das erste Album mit dieser Gruppe auf. Er produzierte die Musik zu Robert Altmans Film Kansas City (1996) und leitete die Kansas City Big Band, der David “Fathead” Newman, Don Byron, James Carter, Christian McBride und Nicholas Payton angehörten.
1995 gründete Bernstein gemeinsam mit Briggan Krauss, Tony Scherr und Kenny Wollesen die Band Sex Mob, die weltweit auftrat und deren Album Sexotica 2006 für einen Grammy als Best Contemporary Jazz Album nominiert wurde. Sein eigenes Bandprojekt Diaspora Soul kombiniert Klezmermelodien mit kubanischen Rhythmen. 1999 gründete er das Millennial Territory Orchestra (MTO), dessen Debütalbum 2006 veröffentlicht wurde. Bernstein war ab 2004 bis zum Tod des Bandleaders Mitglied der Levon Helm Band und spielte auf den Alben Electric Dirt und Ramble at the Ryman, die 2010 und 2012 einen Grammy gewannen. Mit Henry Butler, mit dem er 1998 in Robert Altmans Film Kansas City auftrat, leitete er zusammen eine Hot 9, zu der auch Peter Apfelbaum, Reginald Veal und Herlin Riley gehören (Viper's Drag, 2013).
Bernstein schrieb das Arrangement für Bill Frisells Album Unspeakable, das 2004 einen Grammy gewann und arrangierte auch für Musiker wie Lou Reed, Rufus Wainwright, Darlene Love, Elton John und das Album The Legendary Marvin Pontiac: Greatest Hits. Als Sideman arbeitete er u. a. mit Aretha Franklin, Marianne Faithfull, Linda Ronstadt, David Murray, David Berger, Sting, Medeski, Martin & Wood, Courtney Love, Ryuichi Sakamoto, Don Byron, Karl Berger, Mocean Worker, Michael Blake (Combobulate, 2022) und John Lurie (Painting with John, 2024); seine Diskographie als Sideman umfasst mehr als einhundert Alben.
Bernstein spielt vor allem Zugtrompete.

## Diskographische Hinweise
- Diaspora Soul mit Peter Apfelbaum, Mike Blake, Briggan Krauss, Brian Mitchell, E. J. Rodriguez, Robert Rodriguez, Tony Scherr, Paul Shapiro, 1999[1]
- Diaspora Blues mit Sam Rivers, Anthony Cole, Doug Mathews, 2002
- Diaspora Hollywood mit Dick Akright, D. J. Bonebrake, Pablo Calogero, Danny Frankel, David Piltch, 2004
- Big Four Live, 2005
- MTO, Vol. 1 mit Ben Allison, Peter Apfelbaum, Charles Burnham, Clark Gayton, Erik Lawrence, Ben Perowsky, Doug Wamble, Doug Wieselman, 2006
- Diaspora Suite mit Peter Apfelbaum, Nels Cline, Jeff Cressman, Josh Jones, John Schott, 2008
- We Are MTO mit Ben Allison, Peter Apfelbaum, Charles Burnham, Clark Gayton, Erik Lawrence, Ben Perowsky, Doug Wamble, Doug Wieselman, 2008
- Steven Bernstein, Marcus Rojas, Kresten Osgood: Tattoos and Mushrooms, 2009
- Tinctures in Time (Community Music, Vol. 1) (2021)
- Good Time Music (Community Music, Vol. 2) (2022)

## Lexigraphische Einträge
- Wolf Kampmann (Hrsg.), unter Mitarbeit von Ekkehard Jost: Reclams Jazzlexikon. Reclam, Stuttgart 2003, ISBN 3-15-010528-5.